# Boris Alexandrowitsch Woronzow-Weljaminow
Boris Alexandrowitsch Woronzow-Weljaminow (russisch Борис Александрович Воронцов-Вельяминов, englische Schreibweise Vorontsov-Velyaminov oder Vorontsov-Vel’yaminov; * 14. Februar 1904 in Jekaterinoslaw; † 27. Januar 1994 in Moskau) war ein sowjetischer Astronom und Astrophysiker.

## Leben und Werk
Unabhängig von Robert Julius Trumpler entdeckte Woronzow-Weljaminow die Lichtabsorption durch interstellaren Staub.
Er stellte einen Atlas (Atlas of interacting galaxies) mit über 800 ungewöhnlichen, hauptsächlich wechselwirkenden Galaxien zusammen, die als Vorontsov-Velyaminov-Galaxien bekannt sind und mit VV und einer Katalognummer bezeichnet werden.
Zusammen mit Wera Petrowna Archipowa stellte er einen auf dem Palomar Observatory Sky Survey basierenden umfangreichen morphologischen Galaxienkatalog (Morphological Catalogue of Galaxies) mit etwa 30.000 Objekten zusammen. Er untersuchte und klassifizierte auch Planetarische Nebel.
Er war korrespondierendes Mitglied der Akademie der Pädagogischen Wissenschaften der UdSSR.
Woronzow-Weljaminow ist Autor eines russischen Astronomielehrbuchs für weiterführende Schulen. Der Asteroid des inneren Hauptgürtels (2916) Voronveliya ist nach ihm benannt.